# Katherine Waterston
Katherine Boyer Waterston (Westminster, 3 de març de 1980) és una actriu estatunidenca nascuda al Regne Unit. Va debutar al cinema participant en la pel·lícula Michael Clayton (2007). Posteriorment va representar alguns papers secundaris en pel·lícules com Un amic per a en Frank, Being Flynn (both 2012) o The Disappearance of Eleanor Rigby: Her (2013), abans de la seva primera interpretació destacada, la del paper de Shasta Fay Hepworth a l'obra de Paul Thomas Anderson Inherent Vice (2014). El 2015 va interpretar Chrisann Brennan a Steve Jobs. Posteriorment, ha tingut papers protagonistes a Fantastic Beasts and Where to Find Them (2016) i Alien: Covenant (2017).

## Obra

### Cinema
| Any  | Títol                                       | Paper                   | Notes           |
| ---- | ------------------------------------------- | ----------------------- | --------------- |
| 2007 | Michael Clayton                             | Third Year              |                 |
| 2007 | The Babysitters                             | Shirley Lyner           |                 |
| 2008 | Good Dick                                   | Katherine               |                 |
| 2009 | Taking Woodstock                            | Penny                   |                 |
| 2011 | Almost in Love                              | Lulu                    |                 |
| 2011 | Enter Nowhere                               | Samantha                |                 |
| 2012 | Un amic per a en Frank                      | Shopgirl                |                 |
| 2012 | Being Flynn                                 | Sarah                   |                 |
| 2012 | The Letter                                  | Julie                   |                 |
| 2012 | The Factory                                 | Lauren                  |                 |
| 2013 | Night Moves                                 | Anne                    |                 |
| 2013 | The Disappearance of Eleanor Rigby: Her     | Charlie                 |                 |
| 2014 | Are You Joking?                             | Lisa                    |                 |
| 2014 | Inherent Vice                               | Shasta Fay Hepworth     |                 |
| 2014 | Glass Chin                                  | Patricia Petals O'Neal  |                 |
| 2015 | Sleeping with Other People                  | Emma                    |                 |
| 2015 | Queen of Earth                              | Virginia                |                 |
| 2015 | Steve Jobs                                  | Chrisann Brennan        |                 |
| 2015 | Manhattan Romance                           | Carla                   |                 |
| 2016 | Fantastic Beasts and Where to Find Them     | Porpentina Goldstein    |                 |
| 2017 | Alien: Covenant                             | Janet "Danny" Daniels   |                 |
| 2017 | Logan Lucky                                 | Sylvia Harrison         |                 |
| 2017 | The Current War                             | Marguerite Westinghouse |                 |
| 2018 | State Like Sleep                            | Katherine               | Post-production |
| 2018 | Fluidic                                     | Tell                    | Post-production |
| 2018 | Mid-90s                                     | Dabney                  | Post-production |
| 2018 | Fantastic Beasts: The Crimes of Grindelwald | Porpentina Goldstein    | Post-production |

### Televisió
| Any       | Títol            | Paper       | Notes      |
| --------- | ---------------- | ----------- | ---------- |
| 2012–2013 | Boardwalk Empire | Emma Harrow | 5 episodis |

### Curtmetratges
| Any  | Títol                                   | Paper              | Notes |
| ---- | --------------------------------------- | ------------------ | ----- |
| 2006 | Orchids                                 | Beatrice           |       |
| 2011 | Eat                                     | Claire             |       |
| 2012 | Ástarsaga                               | Solange            |       |
| 2015 | Outlaws                                 | The Trapeze Artist |       |
| 2017 | Alien: Covenant - Prologue: Last Supper | Daniels Branson    |       |

### Teatre
| Any  | Títol                              | Paper      | Notes                 |
| ---- | ---------------------------------- | ---------- | --------------------- |
| 2008 | Kindness                           | Frances    | Playwrights Horizons  |
| 2010 | Bachelorette                       | Gena       | McGinn/Cazale Theatre |
| 2011 | Dreams of Flying Dreams of Falling | Cora Cabot | Classic Stage Company |
| 2012 | The Cherry Orchard                 | Anya       | Classic Stage Company |